# Мјењик
Мјењик (чеш. Měník) је насељено мјесто са административним статусом сеоске општине (чеш. obec) у округу Храдец Кралове, у Краловехрадечком крају, Чешка Република.

## Становништво
Према подацима о броју становника из 2014. године насеље је имало 618 становника.